# Keith Burkinshaw
Harry Keith Burkinshaw, detto Keith (Higham, 23 giugno 1935), è un ex calciatore e allenatore di calcio inglese, di ruolo difensore.

## Carriera

### Calciatore
Cresciuto nelle giovanili del Wolverhampton, fu ceduto al Denaby United, una squadra militante nella Midland Football League. Dal 1953 al 1957 militò nel Liverpool collezionando solamente una sola presenza in quattro anni, in occasione di una partita contro il Port Vale nel 1955. Nel 1957 fu ceduto al Workington in cui rimase fino al 1965 ricoprendo l'ultimo anno anche la carica di allenatore. Concluse la sua carriera di calciatore giocando per tre anni nello Scunthorpe United.

### Allenatore
Ritiratosi dall'attività agonistica, Burkinshaw svolse la mansione di assistente allenatore nel Newcastle Utd fino al 1975, quando fu assunto al Tottenham, inizialmente nelle vesti di vice allenatore, poi, a partire dalla stagione 1976-77, di allenatore. Nonostante la retrocessione in Second Division nella prima stagione, Burkinshaw fu confermato e rimase fino al 1984, vincendo con gli Spurs due FA Cup consecutive (nel 1980-81, centesima edizione del torneo, e nel 1981-82) e una Coppa UEFA nella stagione 1983-84, in quella che sarebbe stata la sua ultima partita alla panchina del Tottenham (aveva già annunciato la sua dipartita nell'aprile del 1984). Dopo aver allenato per due anni la nazionale del Bahrain, nel 1987 Burkinshaw tornò in Europa alla panchina dello Sporting Lisbona, dove rimase per la stagione 1987-88 vincendo la Supercoppa di Portogallo, salvo essere esonerato nel marzo del 1988. Nella stagione seguente passò al Gillingham, squadra di terza divisione inglese.
A partire dalla stagione seguente Burkinshaw divenne osservatore nello Swindon Town e nel West Bromwich, squadra che allenò durante la stagione 1993-94. Dopo aver ricoperto incarichi dirigenziali nell'Aberdeen (di cui divenne allenatore ad interim nel 1997), Burkinshaw divenne vice-allenatore del Watford nel 2005, ma abbandonò l'incarico nel 2007 in seguito a problemi famigliari.

## Palmarès

### Allenatore

#### Competizioni nazionali
- Coppa d'Inghilterra: 2

Tottenham: 1980-1981, 1981-1982
- Charity Shield: 1

Tottenham: 1981
- Supercoppa di Portogallo: 1

Sporting CP: 1987

#### Competizioni internazionali
- Coppa UEFA: 1

Tottenham: 1983-1984